# Semjon Desjnjov
Semjon Ivanovitj Desjnjov (russisk: Семён Ива́нович Дежнёв, født omkring 1605, død 1673) var en russisk opdagelsesrejsende, der rejste i Sibirien og Russisk fjernøsten og den første europæer, der sejlede gennem Beringstrædet, 80 år før Vitus Bering gjorde det. I 1648 sejlede han fra Kolyma-flodens munding ved Ishavet til Anadyr-floden ved Stillehavet. Hans bedrift blev glemt i næsten hundrede år, og Bering får normalt æren for at have opdaget strædet, der bærer hans navn.

## Biografi
Desjnjov var en Pomor-russer, født omkring 1605. Ifølge antropologen Lydia T. Black blev Desjnjov rekrutteret til sibirisk tjeneste i 1630, muligvis som tjenestemand. Han tjente i otte år i Tobolsk og Yeniseisk, og tog derefter til Jakutien i 1639, eller muligvis tidligere. Han siges at have været medlem af kosakafdelingen under Pjotr Beketov, som er krediteret for at grundlægge Jakutsk (ved floden Lena) i 1632. I 1639 blev han sendt til Jakutsk, hvor han giftede sig med en tilfangetagen jakut og brugte de næste tre år på at indsamle pels som tribut fra de indfødte.
I 1641 flyttede Desjnjov mod nordøst til en nyopdaget biflod til Indigirka-floden, hvor han gjorde tjeneste under Mikhail Stadukhin. Der var ikke megen pels i området, men derimod mange fjendtlige indfødte, og da han fik fortalt om en rig flod mod øst, sejlede han, Stadukhin og Jarilo Zyrian ned ad Indigirka og derefter østpå langs kysten til Kolymafloden, hvor de byggede en ostrog (et fort) i 1643, der udgjorde den daværende østligste russiske grænse. Kolyma viste sig snart at være et af de rigeste områder i det østlige Sibirien. I 1647 betalte 396 mænd kopskat der, og 404 mænd modtog pas for at rejse fra Jakutsk til Kolyma.
Fra omkring 1642 begyndte russerne at høre om en 'Pogytja-flod' mod øst, som strømmede ud i Arktis, og at det nærliggende område var rigt på zobelpels, hvalros-elfenben og sølvmalm. Et forsøg på at nå området i 1646 mislykkedes og i 1647 stod Desjnjov i spidsen for en ny ekspedition arrangeret af en rig købmand fra Moskva. Desjnjovs ekspedition nåede havet, men var ikke i stand til at runde Tjuktjerhalvøen grundet tyk drivis.
Året efter blev atter arrangeret en ekspedition, denne gang med mellem 89 og 121 personer som deltagere. Ekspeditionen rejste i juni 1648 (mest sandsynligt) fra Srednekolymsk og sejlede ned ad floden til Arktis i en flåde af kotj-både. Flere af bådene forliste og flere omkom under ekspeditionen som følge af uheld, ligesom lokale indbyggere i området angreb ekspeditionens deltagere. Desjnovs kotj blev ødelagt under en storm et sted syd for Anadyr. De resterende 25 mænd vandrede i ukendt land i 10 uger, indtil de kom til mundingen af Anadyr. Tolv mænd gik op ad Anadyr uden at finde noget og forsøgte efter 20 dage at vende tilbage, men kun tre kom tilbage til basen.  I foråret eller forsommeren 1649 byggede de 12 tilbageværende mænd både af drivtømmer og sejlede op ad Anadyr. De prøvede sandsynligvis at komme ud af tundraen ind i skovklædt land for at skaffe zobel og brænde. Omkring 500 km op ad floden byggede de et vinterkvarter pålagde den lokale befolkning af betale tribut.
I 1649 gik russerne i Kolyma op ad floden Bolsjoj Anjuj og opdagede, at man kunne rejse fra dens udspring til Pogycha-Anadyrs udspring. I 1650 fulgte Stadukhin og Semjon Motora denne rute og kom til Desjnjovs lejr. Ruten over land var klart overlegen, og Desjnjovs søvej blev aldrig brugt igen. Desjnjov brugte de næste mange år på at udforske og indsamle tribut fra de indfødte. Flere kosakker ankom fra Kolyma; Motora blev dræbt og Stadukhin gik sydpå for at finde Pensjinafloden. Desjnjov fandt en hvalroskoloni ved mundingen af Anadyr og samlede mere end to tons hvalros-elfenben, langt mere værdifuldt end de få skind, der blev samlet ved Anadyrsk. I 1659 overlod Desjnjov sin kommando til Kurbat Ivanov, opdageren af Bajkalsøen og påbegyndte sin rejse mod Moskva. I 1662 var han i Jakutsk. I 1664 nåede han Moskva og efter at have solgt 4,6 tons hvalrosstødtænder blev han en velhavende mand. Han fik stillingen som øverste embedsmand i områderne ved floderne Olenjokog Viljuj. I 1670 bragte han 47.164 rubler (årslønnen for en mening soldat var omkring 5 rubler) i tribut til Moskva, hvor han døde i 1672.

## Opdagelsen og dens genopdagelse
Fra i hvert fald omkring 1575 havde europæiske geografer omtalt et Anianstræde, der forbandt Ishavet med Stillehavet. Nogle placerede strædet, hvor Beringstrædet er beliggende, andre placerede Anianstrædet som forbindende Californiske Bugt med Baffinbugten vest for Grønland, da nogle geografer anså Californien som en ø. Det er ikke sikkert, at russerne i Sibirien havde hørt om Anianstrædet. Det første kort, der viser Anianstrædet mellem Asien og Nordamerika er formentlig tegnet af Giacomo Gastaldi i 1562. 
Desjnjov var helt eller devist analfabet og forstod formentlig ikke betydning af sin færd. Han hævdede på intet tidspunkt, at han havde fundet den østligste del af Asien, men var af den opfattelse, at han havde rundet et større bjergmassiv  på sin vej til Anadyr. Desjnjovs rapporter til Jakutsk og Moskva blev ignoreret, formentlig fordi man ikke anså opdagelserne som praktisk anvendelige. Bering havde hørt historier om, at russere havde sejlet fra Lena til Kamtjatka. I 1728 sejlede danske Vitus Bering i russisk tjeneste gennem Beringstrædet og blev krediteret for opdagelsen af søvejen fra Ishavet til Stillehavet og fik strædet opkaldt efter sig. Desjnjovs rapporter blev genopdaget i 1736 i arkiverne i Jakutsk. 
Asiens østligste punkt, Kap Desjnjov (russisk: Мыс Дежнёва) er opkaldt efter Desjnjov.